# 奴隷制度に対するキリスト教徒の見解
奴隷制度に対するキリスト教徒の見解（どれいせいどにたいするキリストきょうとのけんかい）では、奴隷制度に対するキリスト教の聖職者、神学者の見解を説明する。
奴隷制度に関する議論は歴史的に多岐に渡る。初期キリスト教が成立した古代ローマでは奴隷制度は一般的であり、教父、聖職者によって様々な言及がなされてきた。
奴隷も自由人もないというガラテヤ 3:28、人を神のかたちに創造したとする創世記1:27、自由意志の教義、奴隷制度を原罪に起因するものとして批判したアウグスティヌス、奴隷制が人間の自然な権利を侵害すると論証した歴史上最初の人物とされるニュッサのグレゴリオス、キリスト教を普遍主義、自由、尊厳の源流として、普遍的人権が成立するための前提条件だったとする見解の一方で、聖書の一節が奴隷制度廃止論者と奴隷制度容認論者の両方から引用されることがあった。

## 聖書における奴隷
旧約聖書および新約聖書では、奴隷のことを労働者、預言者、神に対する態度の別名として使用することがあった。
聖書注釈者は新約聖書が書かれた紀元1世期の古代ローマにおいて奴隷制度廃止はありえないことであり、所有者の権限を制限し神の被造物の間において、奴隷が対等と見られるための権利を保持するよう働きかけることで、奴隷制に影響を与えようとしたと考えている。聖書において奴隷制度廃止は明言されていないが、聖書の根底にある教義（神のかたちに人を創造、キリストの犠牲、最後の審判）が、人間が他の人間を所有できないことを意味していると主張する。
聖書を社会的枠組みとしての文化から再構築する試みも行われており、クリフォード・ギアツによる文化人類学的なアプローチは宗教を文化的体系と捉えることで、ウェイン・A・ミークスやジョージ・リンドベックといった聖書学者や歴史神学者に影響を与え、文化的転回をパウロ研究にもたらしたとされる。多くの聖書学者、神学者はユダヤ教とヘレニズムとの人工的な文化的二項対立を否定し、ヘレニズムは単なる環境でなく、パウロや初期キリスト教徒のアイデンティティに不可欠なものだと合意している。一例として聖書における奴隷を理解するには、1世紀古代ローマ、ヘレニズムの一部としてのパウロを社会的に再構成する必要がある。
文化的転回を適用するならば、アウグストゥスが独裁官就任の申し出を拒否することで権威を得たように、パウロもまた権力（ポテスタス）を放棄することで、指導者としての権威（アウトクリタス）を得たと解釈でき、古代ローマの文化的規範を破壊したのではなく参加したと考えることが可能になる。

### 旧約聖書
キリスト教徒の奴隷制度廃止論は旧約聖書解釈からも派生している。ニュッサのグレゴリオス（335年頃 - 394年以降）はコヘレトの言葉の解釈から、神のものであるものを私有財産とすることを人間の驕りとし、奴隷の所有を傲慢だと非難した。さらに自由と自律を本性とする人間を奴隷にすることを否定し、奴隷制度を批判した。
紀元前2世紀、ユダヤ教エッセネ派は奴隷制度を不当と考え、拒否したとの報告があるが、詳しい資料が残されておらず経緯は知られていない。
旧約聖書にはヘブライ人奴隷（または年季奉公人）の法的権利を定める聖句がある。
奴隷が危害を加えられたなら、負傷した奴隷は代償として解放された。
一定期間の奉公後に解放が定められている。
奴隷とするために誘拐を行う者に対しては厳しい罰が与えられた。

### 新約聖書
ローマ帝国にとってキリスト教の存在は未知の脅威であり、キリスト教は予断を許さない危険な状況にあった。パウロは難しい立場におかれており、キリスト教徒が善良な市民として、古代ローマの伝統的な社会規範、家庭内の秩序、つまり妻、子供、奴隷の服従を支持することを証明しなければならなかった。
古代ローマでは奴隷制度は一般的であり全人口の3分の1が奴隷だったと主張する学者もいる。紀元一世期のキリスト教徒の多くが奴隷または、奴隷の所有者、自由市民であり、彼らが集まって最初の教会を形成した。パウロは人種、民族、宗教、地位、経済格差、ジェンダー等の分断について述べている。
パウロは古代ローマの伝統的社会規範に忠実であることを示そうとするために、古代ギリシャの哲学者等が家事における社会的序列を定めた指針を継承した。しかし奉仕の背後にある心的動機、下位者に対する思いやりが、神のために行われるという独特の視点を付加した。
この他にも類似した句が存在し、キリスト教徒の主人は当時のローマの社会的慣習に反して妻、子供、奴隷に対して法律上の絶対権力を行使できなくなったことが示唆されている。
パウロは奴隷所有者であるピレモンに対して、何らかの犯罪をして逃亡していた奴隷のオネシモを霊的な兄弟として迎え、解放するよう懇願している。またオネシモによって生じた損害の返済を申し出ている。ピレモンに社会制度に反して関係を見直すよう促しつつ、自ら何をすべきかを考えさせた。
ピレモンへの手紙は、二人のキリスト教徒の対立関係に対処せざるをえない困難な判断をせまられる状況から、自らの力で変えることができない社会的現実の中で最善を尽くし生きていかなければならないことをキリスト教徒に思い起こさせ、自分にとって何が可能かを信者一人ひとりの決定にゆだねることにした。
新約聖書の句には奴隷制度廃止論者と奴隷制度推進論者の双方によって使われたものがある。
奴隷制度廃止論者はこの節を、逃げ出す機会があれば能動的に自由を手にいれ、現状を変えられない場合は所有者に忍耐強く耐えて順調にやっていくようパウロが述べたと解釈したが、奴隷制度推進論者は法的に解放されるまで、奴隷の身分にとどまるべきと解釈した。この節の解釈を巡る論争がアメリカを南北戦争に追い込んだと考える学者もいる。

## 初代教会
初代教会の時代、キリストの再臨への期待から、奴隷制度に反対する立場を持つ神学者、教父がおり、奴隷制度が神のかたちを持つ万人の尊厳に反すると考えた。アンティオキアのイグナティオス、ポリュカルポスは奴隷制度に反対しており、一部のキリスト教徒も洗礼時に奴隷の解放を行っている。

## 教父時代
アウグスティヌスは、奴隷制度は神の意志に反しており、原罪に起因したものであると説明した。
多数の教父達が奴隷解放を目標としたが、ニュッサのグレゴリオス（335頃-394）は奴隷制そのものを否定した。グレゴリオスは奴隷制の基本的不当性を論証した最古の人物として知られており、キリスト教の価値観に基づいた普遍的な尊厳を根拠として奴隷制廃止論を展開した。グレゴリオスは初期キリスト教徒の時代から重視されてきた自由意志に加え、ユスティノスやオリゲネスを引用して、人間の本性が自由で自律的と表現し神が自由な存在として人間を創造したことを強調した。
元奴隷の宣教師聖パトリックは改宗したキリスト教徒を奴隷とした国王クロティカスを破門した。聖パトリックと教会の影響力によって、アイルランドでは奴隷制度が廃止された。
ローマ皇帝ユスティアヌスの治世において、司教や公職者による奴隷の無償解放（主人の許可は不要）が法制化された。エルサレムのペラギアは奴隷解放によって称賛され、聖エリギウス（588-650）は奴隷解放のために私財を投じている。
キリスト教以前の古代の社会には人道的な概念はあったとしても、現代の普遍的人権の概念に相当するものは見られなかった。キリスト教が古代ローマの国教となると、奴隷制度が社会慣習として存在する残酷な世界と福音の不調和にキリスト教徒は指導者として直面することになり、キリスト教化された社会で育った世代の神学者や聖職者達は奴隷制が人間の本性である自由や尊厳を侵害しないかを本格的に検討するようになった。この時期のキリスト教の聖職者や政治家がジョン・ロック的な自然権の概念に至ることは無かったが、イマヌエル・カント的な普遍主義、自由、尊厳といった人権の構成要素を見出すことができる。特にカントの尊厳は絶対主義的な性質を帯びており、あらゆる利害関係を超越した万人の権利を構想するには、社会のキリスト教化が前提として不可欠だったと主張する学者がいる。
現代的な人権概念（普遍主義、自由、尊厳）に到達するには、長い準備段階が必要であり、かつて疑問の余地のなかった搾取や貧困、そこから派生する奴隷制度が初めて摩擦を起こしたのが、キリスト教化されたローマの教父時代であった。キリスト教神学者と奴隷制度の間に起きた衝突が基本的な道徳的価値観を育て、知的資源としてカント等の啓蒙主義者によって活用されたと考えられている。

## 東ローマ帝国
東ローマ帝国では神と人間との関係を再構築し、奴隷解放や主人がもつ奴隷の権限を弱められていった。

## 中世から近世
中世ヨーロッパでは大部分のキリスト教化によって奴隷制度は事実上廃止された。またキリスト教化の枠組みを越えた普遍的な奴隷廃止運動が行われたことも知られている。9世紀のアンスガルはバイキングによる奴隷貿易に反対し、10世紀のベネチア共和国の司教も奴隷貿易の廃止に取り組んだ。ヴルフスタン、アンセルムスによって奴隷制度の禁止は強化された。
中世ヨーロッパにおいて奴隷はまれであったが、13世紀以降、アリストテレスの知能と人種にもとづくある種の奴隷制がトマス・アクィナスによってキリスト教神学に導入された。アリストテレスの自然奴隷論はフアン・ヒネス・デ・セプルベダがバリャドリッド論争において、バルトロメ・デ・ラス・カサスに対抗して用いている。
15世紀後期から16世紀前期まで奴隷制が教皇によって認められる期間が続いた。西アフリカでの奴隷制はニコラウス5世、カリクストゥス3世によって容認され、アレクサンデル6世のインテル・カエテラ（1493年5月4日）によって、それ以前の勅書は再承認され、アメリカの先住民にまで拡大された。
1537年、パウルス3世はスブリミス・デウスを公布したことにより、それまでの教皇勅書を更新したアレクサンデル6世のインテル・カエテラの効果を無効とした。スブリミス・デウスは人権における「マグナカルタ」とも評されており、それ以前の教皇勅書をくつがえす画期的なものだった

## アメリカ大陸の奴隷制
イエズス会はアメリカ先住民を奴隷制度から守るために「レダクシオネス」をパラグアイで設立した。ローマ・カトリック教会では、1741年のベネディクトゥス14世、1815年のピウス7世、1839年のグレゴリウス16世、1850年のピウス9世、1888年のレオ13世の声明では奴隷制度への非難がおこなわれた。

## 米国
17世紀初頭、アメリカでの奴隷制は年季奉公に限られており、黒人奴隷の法的地位は白人と変わりなかったが、1680年代頃から人種的偏見に動機づけられた社会制度へ変容していった。1667年、バージニア州議会は洗礼を根拠として奴隷の地位が変更されないとの法令を制定した。
クエーカーは奴隷廃止運動を1688年から行っており、その神学的議論や宗教的実践にも反映されるようになった。
奴隷制度廃止運動にはキリスト教関係者が多く参加していたことが知られている。万人の平等を掲げる奴隷廃止論者の中にウィリアム・ウィルバーフォース、チャールズ・スポルジョン、ジョン・ウェスレー、チャールズ・フィニー、セオドア・ウェルド、ハリエット・ビーチャー・ストウ、ソジャーナ・トゥルース等の福音主義者がいた。
クエーカーは米国、英国内における集会で奴隷制廃止の嘆願書（1688年、1727年）を送りつけ、1783年には議会に対して抗議文が提出された。1787年、クエーカーは宗派内での議論を越えて、奴隷制廃止のために団体を組織した。メソジスト教会のジョン・ウェスレーは1787年に奴隷制廃止運動への支持を表明し、翌年にはブリストルで奴隷制廃止の説教を行い騒動を起こした。ウェスレーは1791年に死去したが、最後の手紙はウィルバーフォースへ宛てられ、アメリカ合衆国の奴隷制が神の名のもとに消滅するよう活動を促した。1791年、ウィルバーフォースの廃止の議案を提起したが、否決された。1807年2月、ウィルバーフォースは奴隷貿易の廃止法案を議会で可決させた。法案成立の数ヶ月後には、アメリカ合衆国においても奴隷の輸入が禁止された。1814年、イギリスの人口の1割に相当する100万人から奴隷制度廃止を呼びかける署名が集まり、1833年に奴隷廃止法が成立した。奴隷制度廃止論者の中心は神から奴隷制度を滅ぼすことを命じられたと信じるキリスト教徒であった。
奴隷制度を巡ってバプテスト教会とメソジスト教会は分裂、南北戦争まで対立が続いた。

## 日本

### 初期の抗議と奴隷貿易禁止の試み
ポルトガルの奴隷貿易については、歴史家の岡本良知は1555年をポルトガル商人が日本から奴隷を売買したことを直接示す最初の記述とし、これがイエズス会による抗議へと繋がり1571年のセバスティアン1世 (ポルトガル王) による日本人奴隷貿易禁止の勅許につながったとした。岡本はイエズス会はそれまで奴隷貿易を廃止するために成功しなかったが、あらゆる努力をしたためその責めを免れるとしている。
16世紀から17世紀への転換期、イベリア同君連合の第2代支配者であるポルトガル国王フィリペ2世（スペイン国王フェリペ3世）は、イエズス会の要請により、1571年の勅許を再制定して日本人の奴隷貿易の交易を中止しようとしたが、彼の政策はポルトガル帝国の地方エリートの強い反対に会い、長い交渉の末、イエズス会のロビー活動は失敗に終わった。

### 権限不足と現地適応
日本のイエズス会には奴隷貿易の中止に不可欠な権威と権力が欠如していることを巡察使ヴァリニャーノは繰り返し主張していた。ポルトガル領インドでは、アレッサンドロ・ヴァリニャーノらイエズス会士は奴隷取引への介入権を欠き、その合法性は世俗裁判所に委ねられた。司祭の役割は倫理的指導に限定され、取引阻止は不可能で、この慣行は17世紀まで続いた。日本では、1568年設立のマカオ司教区が1576年以降日本を管轄したが、司教不在により現地問題の解決が困難であった。イエズス会は独自の司教区設置を試みたが、ローマの明確な支援を要した。宣教師達は叱責や勧告では効果は望めないために、教会法が許す現地の社会力学に追従する道を探るようになっていった。奴隷制と同等の日本的隷属、奴隷制とは異なるが許容できる状態、許容不可能な状態の3つの労働形態を区別することで、宣教師達は現地の慣習に従うことを黙認するようになっていったと考えられている。
飢饉や自然災害時に保護と引き換えに労働を申し出た者は日本社会では下人とみなされたが、宣教師は提供された対価の量に見合うだけの労働が完了した時点で下人の解放を助言するよう1567年のゴア評議会は定めていた。1567年のゴア評議会によれば、キリシタンは不当な理由で死刑判決を受けた犯罪者を救うときに身代金を提供することができたが、いかなる者も無償で金銭を提供することを強制されるべきではないため、救出者は引き換えに使用人として働かせることが許容されていた。日本では夫が領主によって刑罰をうけたときに、妻子も下人として所有・人身売買されることが頻繁にあったが、イエズス会士は犯罪者の妻子が下人になるべきでないと助言していた。また女性が父親や夫から逃げて領主の屋敷に保護を求めたときに、日本の慣習では女性を下人とすることを許容していたが、彼らが重大な犯罪を冒した場合を除いて、宣教師が解放を働きかけるよう定めていた。セルケイラはキリシタン大名でない日本の領主の課す重税によって親が子を売るよう強いられていたと述べているが、極限状況でない場合でも子供が売られていたことを問題視していた。

### 宣教師の介入
日本におけるポルトガルの奴隷貿易を問題視していた宣教師はポルトガル商人による奴隷の購入を妨げるための必要な権限を持たなかったため、永代人身売買をやめさせて契約期間を定めた年季奉公人とするように働きかけが行われた。一部の宣教師は人道的観点から隷属年数を定めた短期所有者証明書（schedulae）に署名をすることで、より大きな悪である期間の定めのない奴隷の購入を阻止して日本人の待遇が永代人身売買から年季奉公に改善するよう介入したとされている。日本人の奴隷は正戦の囚人（iustae captivitas）でも、一般的な奴隷にも該当せず、期限付きの隷属（temporali famulitium）のみが許容されるよう定められた。日本における宣教師の苦肉の策としての関与、特に短期所有者証明書の発行に関しては、1568年から1587年のバテレン追放令発布前の期間にかけて行われたと考えられ、この時期以降、発行が停止されたか、または要件がより厳格化された。
マテウス・デ・クウロス等の宣教師らによって、こうした人道的介入であっても関与自体が誤りであったとの批判が行われ、1598年以降、宣教師の人道的な関与についても禁じられた。宣教師の人道的介入が終わる1598年以降、新たに着任した司教ルイス・デ・セルケイラはスペイン・ポルトガル王に日本人と朝鮮人の期間的隷属を廃止するよう圧力をかけていくことになるが、ポルトガル商人による日本人奴隷の貿易は止まるどころか増加したという。
宣教師らは年季奉公人（または期間奴隷）の洗礼も行うことがあった。奴隷の所有者は取得から6ヶ月後に洗礼を受けさせる義務があったが、10歳以上の奴隷（年季奉公人を含む）は洗礼を拒否することができた。洗礼は社会的包摂の一形態であり、洗礼をうけることでポルトガル王室と教会法の管轄に服し保護をうけることができた。
フラタニティや長崎の救貧院など、イエズス会が設置した組織は、船舶や売春宿から日本人奴隷、特に女性を救出する活動を行っていた。アフォンソ・デ・ルセナの回顧録やフロイスの書簡は、1587年3月の長与城の戦いにおける捕虜の扱いに関する記述で一致し、捕虜の合法性に対するルセナの懸念が示されている。1586年のクリスマス以降、健康が悪化した大村純忠に対し、ルセナは不当に捕らえられた捕虜の解放を迫り、告解の拒否を脅しに用いた。イエズス会は、告解や秘跡の提供を拒否する戦略を通じて、特に政治的影響力を持つ信徒に道徳的な行動を強制していた。
さらに、売春宿や私的な売春行為は、司教やその代理人によって「悪魔の工房」として厳しく非難された。1568年に制定された『ゴア憲法』第四条では、売春宿の所有および運営が禁止され、違反者には罰金や公開羞恥の罰が科された。また、奴隷が売春を強制された場合には解放される規定が設けられていた。このように、イエズス会は、奴隷の救出と改宗を通じた教化を推進しつつ、売春などの非道徳的行為の根絶に努めた。

### 文禄・慶長の役での奴隷貿易拡大とペドロ・マルティンスの破門宣言
従来限られた権限しか持たなかった日本のイエズス会にとって、1592年のペドロ・マルティンスの司教叙任および1596年の長崎到着は、歴史的転換点となった。フランシスコ・ザビエル以来初の高位聖職者として日本に着任したマルティンスは、ポルトガル商人の人身売買に対する破門を宣言する権威と管轄権を得た。しかし、イエズス会は活動資金を商船隊長（カピタン・マジョール）に大きく依存しており、司教の世俗的権限も不足していた。カピタン・マジョールは日本におけるポルトガル王権の最高権威者かつ最大の権力者であり、彼と敵対した場合、国王の支援と承認がなければ、破門は理論上可能であったものの、その実効性は不確実であった。最終的にマルティンスは、ポルトガル商人の日本人および朝鮮人の奴隷取引による社会的混乱を問題視し、人身売買に対する破門を宣言することを決断した。マルティンスの死後、この奴隷取引反対の方針はセルケイラ司教により強化され、世俗的権限を要する問題としてポルトガル国王に委ねられた。
豊臣秀吉は1597年の朝鮮侵略（文禄・慶長の役）では奴隷貿易を積極的に容認し、これを主要な産業へと変貌させた。日本の奴隷商人は約5万人から6万人の朝鮮人を捕虜とし、戦後の外交努力により7,500人のみが朝鮮に帰還した。ペドロ・マルティンス司教は、たとえ一時的な隷属であったとしても、日本人および朝鮮人を取引したポルトガル商人を破門することを決定し、この方針は後にセルケイラ司教によって強化された。当時の記録は、日本の奴隷商人が朝鮮人捕虜を島々に連行し、ポルトガル商人に売却する「凄惨な光景」を描写している。ポルトガル商人は、これらの島々で取引を行うことで、マカオの禁止令およびマルティンス司教の破門を回避した。
イエズス会がポルトガル商人の奴隷貿易に対する人道的な介入を完全に取りやめ、管轄権外の商人の破門を辞さない強い意思表示をした一方で、秀吉の政策は朝鮮人の奴隷化を助長し、従来の制限を事実上無効化した。1592年の『どちりなきりしたん』は、キリストの贖罪に基づく捕虜の解放をキリスト教徒の義務と強調したが、ヴァリニャーノが繰り返し主張したように、イエズス会には奴隷制の禁止を強制する権限がなかった。ポルトガル人は日本上陸以来、推定で数百から数千人の日本人奴隷を取引したが、日本に連行された朝鮮人奴隷の数はこれを大きく上回っていた。

### 禁教令後の奴隷解放の努力
1614年にイエズス会が追放された後も、イエズス会は日本人および朝鮮人奴隷の解放に尽力したが、ポルトガル商人は奴隷貿易を継続した。ポルトガル人が日本に上陸してから追放されるまで、推定で数百から数千人の日本人奴隷を取引したと考えられている。